# Alexander Dennis
Alexander Dennis je britská společnost vyrábějící autobusy se sídlem v Larbertu ve Skotsku.
Společnost vyráběla řadu podvozků, karoserií autobusů a také hasičské vozy.

## Současnost
V květnu 2019 byl Alexander Dennis prodán skupině NFI Group v hodnotě 320 milionů liber.
V srpnu 2020 Alexander Dennis oznámil plány na zrušení 650 pracovních míst ve svých výrobních závodech ve Spojeném království, důvodem byl pokles poptávky v důsledku pandemie covidu-19.
V dubnu 2022 zahájil Alexander Dennis zkoušky autonomního vozu Alexander Dennis Enviro200 MMC ve spolupráci se Stagecoach Group.